# طوبولوجيا الزمكان
طوبولوجيا الزمكان (بالإنجليزية: Spacetime topology)‏ هي البنية الطوبولوجية للزمكان، وهو موضوع تمت دراسته بشكل أساسي في النسبية العامة. نماذج هذه النظرية الفيزيائية الجاذبية على أنها انحناء مشعب لورنتزيان رباعي الأبعاد (الزمكان) وبالتالي تصبح مفاهيم الطوبولوجيا مهمة في تحليل الجوانب المحلية والعالمية للزمكان. تعتبر دراسة طوبولوجيا الزمكان مهمة بشكل خاص في علم الكون الفيزيائي.